# Liste von Warenhausketten
Mit dem Begriff Warenhauskette bezeichnet man privatrechtliche Handelsunternehmen, welche Warenhäuser in Filialen betreiben.

## Multinationale Unternehmen
- Auchan, SB-Warenhäuser und Supermärkte, Ursprung Frankreich, internationale Aktivitäten in 11 Ländern
- Carrefour, SB-Warenhäuser, Ursprung Frankreich, nach Walmart zweitgrößter Einzelhändler, internationale Aktivitäten
- Hema, Warenhäuser, Ursprung Niederlande, betreibt auch Filialen in Belgien und in Deutschland (Nordrhein-Westfalen), Besonderheit: bei HEMA heißen (fast) alle Produkte „HEMA“ (> 99 %)
- Tesco, SB-Warenhäuser, Ursprung Großbritannien, internationale Aktivitäten
- Walmart, SB-Warenhäuser Supercentres genannt, Ursprung USA, weltweit größter Einzelhändler, internationale Aktivitäten, die deutsche Walmart (85 Märkte) wurde nach mehreren verlustreichen Jahren an den größten deutschen Konkurrenten, Metro, verkauft.

## Belgien
- Galeria Inno, Warenhäuser, Belgien (Tochter der Kaufhof AG)

## Deutschland

### Warenhausketten (aktuelle)
- Galeria – Galeria ist Deutschlands größte Warenhauskette, mit 129 Filialen im gesamten Bundesgebiet. Galeria entstand 2019 aus der Fusion von Karstadt mit Galeria Kaufhof und firmierte zunächst unter dem Namen Galeria Karstadt Kaufhof.
- Woolworth – die letzte Warenhauskette im Niedrigpreissektor. Die deutsche Woolworth ist mittlerweile von ihrer ehemaligen gleichnamigen amerikanischen Muttergesellschaft getrennt und betreibt über 300 Filialen, welche sie teilweise von ihren ehemaligen Konkurrenten übernommen hat.

### Ehemalige Warenhausketten (Auswahl)
- Bilka – Niedrigpreiskette der Hertie, teilweise auch als „Bilka-Textil“ und Preisland-SB geführt
- DeFaKa – (Deutsches Familien Kaufhaus) wurde in den 1950er Jahren von der Horten AG übernommen
- Galeria Kaufhof – zuletzt eine der zwei größten Warenhausketten in Deutschland mit über 100 Filialen, bevor Galeria Kaufhof 2019 im Warenhauskonzern Galeria aufging
- Gebrüder Barasch ehemalige Warenhauskette
- Hertie – wurde 1993 von der Karstadt AG übernommen. 73 ehemaligen Karstadt Filialen mit weniger als 8.000 m² Verkaufsfläche, die 2004 als „Karstadt Kompakt“ aus der Karstadt Warenhaus AG ausgegliedert und später verkauft wurden, wurden ab März 2007 unter dem Traditionsnamen „Hertie GmbH“ weitergeführt. Nach Insolvenz wurden 2009 sämtliche Filialen und die Konzernzentrale geschlossen.
- Horten – entwickelte 1988 das „Galeria“-Konzept, wurde 1994 von der Kaufhof AG übernommen
- Karstadt – zuletzt eine der zwei größten Warenhausketten in Deutschland mit etwa 80 Filialen, bevor Karstadt 2019 im Warenhauskonzern Galeria aufging
- Kaufhalle – Niedrigpreiskette der Kaufhof AG, wurde 2000 an Oviesse verkauft, teilweise wurden die Filialen auch als „Kaufcenter“ und „M. multistore“ geführt.
- Kaufring – betrieb 35 Kaufhäuser, allerdings keines unter eigenem Namen und mit mehreren Vertriebsmarken, größte Teilkette: „J.Gg. Rupprecht“ mit 10 Filialen
- Merkur – wurde Anfang der 1970er von der Horten AG übernommen
- Strauss Innovation – Nach drei Insolvenzverfahren war das endgültige Aus der deutschen Warenhauskette Strauss Innovation besiegelt: Damit gingen im März 2017 genau 115 Jahre Unternehmensgeschichte zu Ende.[1] Strauss war ein Betreiber von eher kleinflächigen Warenhäusern (oft nur eine Verkaufsetage) das Sortiment war nicht so breit wie bei den großen Konkurrenten, umfasste jedoch mehr als nur Kleidung, wenn dies auch der Hauptanteil des Geschäftes war.

## Niederlande
- De Bijenkorf, Warenhäuser, Niederlande
- Vroom & Dreesmann (kurz: V&D), Warenhäuser, Niederlande, in Konkurs gegangen 31. Dezember 2015
- Hema, Warenhäuser, Niederlande

## Polen
- Galeria Centrum (kurz: GC), Warenhäuser, Polen (kein Zusammenhang mit der Kaufhof AG, Deutschland)

## Schweiz

### Gegenwärtige
- Coop City der Coop Genossenschaft
- Loeb
- Magazine zum Globus, Joint-Venture der Signa Holding und Central Group
- Manor AG der Maus Frères Holding

### Ehemalige
- Au Bon Marché der Globus
- EPA